# Esther Condé-Turpin
Esther Condé-Turpin (* 29. April 1996 in Saint-Joseph, Réunion als Esther Turpin) ist eine französische Leichtathletin, die sich auf den Siebenkampf spezialisiert hat.
Biografie 
Esther Turpins erster Verein war der AC Saint-Joseph (La Réunion, Frankreich), wo ihre älteren Geschwister bereits Leichtathletik betrieben. Sie wandte sich der Mehrkampfkunst zu, um in die Fußstapfen ihrer älteren Schwester zu treten, die im Siebenkampf antrat.[1] 2018 studierte sie Psychomotoriktherapie.
Esther gewann 2012 nationale Titel und wurde französische Meisterin im Siebenkampf der Kadetten, einen Titel, den sie im folgenden Jahr in derselben Kategorie verteidigte. 2014 schlug sie denselben Weg ein und wurde französische Juniorenmeisterin im Siebenkampf.
Ihr Jahr 2015 war weniger erfolgreich, da sie ihre Mehrkampfkunst bei den französischen Juniorenmeisterschaften in Tours (Metropolitan France) nicht beenden konnte.
Im September reiste sie nach Frankreich zum RC Arras (Metropolitan France), um dort einen Gang höher zu schalten, insbesondere dank der höheren Athletendichte als auf Réunion.[1]
Sie kehrte schnell zum Erfolg zurück und gewann 2016 die französische U23-Meisterschaft im Siebenkampf. Diesen Titel konnte sie 2017 vom Siebenkampf auf den Fünfkampf ausweiten, in dem sie bei den französischen Elite-Hallenmeisterschaften auch eine Silbermedaille gewann.[2] Aufgrund ihrer starken Leistungen erhielt sie vom Europäischen Verband eine Einladung zu den Halleneuropameisterschaften in Belgrad.[3] Sie belegte mit 4.143 Punkten den 14. Platz.[4] Im selben Jahr erreichte sie bei den U23-Europameisterschaften 5.940 Punkte und verpasste damit nur knapp das Podium.[5]
Ihre Saison 2018 startete erfolgreich: Am 17. Februar wurde sie in Liévin (Metropolitan France) französische Meisterin im Elite-Fünfkampf.[6]
Sie wurde zum renommierten Meeting in Götzis (Österreich) eingeladen. Bei dieser Gelegenheit verbesserte sie ihren Siebenkampf-Rekord um mehr als 300 Punkte auf 6.230 Punkte, insbesondere indem sie ihre persönlichen Bestleistungen über 100 m Hürden, 200 m, Hochsprung, Weitsprung und 800 m übertraf. Am Ende des Finalwettkampfs wurde sie zur besten Neulingin des Meetings gewählt. Mit dieser Leistung qualifizierte sie sich für die Europameisterschaften in Berlin[7],[8],[9], wo sie im Siebenkampf den 12. Platz belegte und ihre persönliche Bestleistung im Hochsprung mit 1,79 übertraf[10],[11].
Zuvor gewann sie am 8. Juli 2018 in Albi (Métropole de France) mit 6.100 Punkten ihren ersten französischen Elite-Siebenkampf-Titel.
Beim Décastar 2018 in Talence (Métropole de France) im September belegte sie mit 5.898 Punkten den 8. Platz.
Ihre Teilnahme als Gast beim Götzis International Meeting (Österreich) Ende Mai 2022 ermöglichte ihr das Überschreiten der 6.000-Punkte-Marke.
Am 26. Juni 2021 gewann sie in Angers (Frankreich) ihren zweiten französischen Elite-Titel im Siebenkampf mit insgesamt 5.806 Punkten. [12]
2021 trat sie dem Verein Florentin Athlé (Frankreich 81) bei.
Am 26. Juni 2022 folgte in Caen (Frankreich) die französische Vizemeisterschaft im Siebenkampf mit 5.951 Punkten. [13], [14]
Seit Januar 2023 trainiert sie an der Azusa Pacific University in Kalifornien (USA), wo sie weiterhin auf höchstem Niveau antritt.
Ende Juli 2023 wurde sie in Albi (Metropolitan France)[15] mit 6.182 Punkten zum dritten Mal innerhalb von fünf Jahren französische Meisterin im Siebenkampf.
Mit 4.447 NCAA Division II-Punkten im Fünfkampf wurde sie am 13. März US-amerikanische Meisterin 2025.
Ihren vierten französischen Titel im Siebenkampf gewann sie am 3. August 2025 in Talence (Metropolitan France) mit 6.090 Punkten.

## Persönliche Bestleistungen
- Siebenkampf: 6230 Punkte, 327. Mai 2018 in Götzis
  - Fünfkampf (Halle): 4364 Punkte, 18. Februar 2018 in Liévin